# Guillaume Boivin
Guillaume Boivin (Mont-real, Quebec, 25 de maig de 1989) és un ciclista canadenc, professional des del 2009. Actualment corre a l'equip Israel Cycling Academy. Del seu palmarès destaca el Campionat nacional en ruta del 2015.

## Palmarès
- 2006
  - Vencedor d'una etapa del Tour de l'Abitibi
- 2007
  - Vencedor de 2 etapes del Tour de l'Abitibi
- 2008
  - 1r al Tour de Quebec i vencedor d'una etapa
- 2009
  -  Campió del Canadà sub-23 en ruta
- 2010
  - 1r al Tour de Quebec i vencedor d'una etapa
  - Vencedor d'una etapa de la Volta a Cuba
  - Vencedor de 2 etapes de la Mi-août en Bretagne
- 2013
  - Vencedor d'una etapa del Tour de Beauce
- 2015
  -  Campionat del Canadà en ruta
  - Vencedor d'una etapa del Tour de Beauce
- 2016
  - Vencedor d'una etapa del Tour de Ruanda
- 2017
  - Vencedor d'una etapa de la Volta al llac Taihu
- 2018
  - 1r a la Famenne Ardenne Classic

### Resultats a la Volta a Espanya
- 2013. Abandona (10a etapa)
- 2014. 149è de la classificació general

### Resultats al Giro d'Itàlia
- 2018. 117è de la classificació general
- 2019. 125è de la classificació general

### Resultats al Tour de França
- 2021. 105è de la classificació general
- 2022. No surt (21a etapa)
- 2023. 126è de la classificació general